# 7e armée (France)
Pour les articles homonymes, voir 7e armée.
La 7e armée française est une unité de l'Armée de terre française qui a combattu durant la Première et la Seconde Guerre mondiale.

## Création et différentes dénominations
- 10 août 1914 : création de l'armée d’Alsace
- 28 août 1914 : devient groupement des Vosges puis 34e corps d'armée
- 8 décembre 1914 : devient détachement d'armée des Vosges (ou détachement d'armée Putz)
- 4 avril 1915 : devient 7e armée
- 19 février 1919 : dissoute
- 2 septembre 1939 : nouvelle formation de la 7e armée
- juillet 1940 : dissolution

## Commandement

### Les chefs de la7earmée
Détachement d'armée des Vosges
- 8/12/1914 : général Putz

7e armée, 1915 - 1919
- 2/04/1915 : général de Maud'huy
- 3/11/1915 : général de Villaret
- 19/12/1916 : général Debeney
- 4/05/1917 : général Baucheron de Boissoudy
- 15/10/1918 : général Humbert
- 23/10/1918 - 20/02/1919 : général de Mitry

7e armée, 1939 - 1940
- 02/09/1939 : général Giraud
- 17/05/1940 : général Corap
- 17/05/1940 - 01/07/1940 : général Frère

## Première Guerre mondiale

### Composition
- Place d’Épinal de décembre 1914 à novembre 1918
- Place de Belfort de décembre 1914 à août 1915
- Groupement des Vosges de février à août 1915
- Région fortifiée de Belfort (ex-groupement des Vosges et place de Belfort) d'août 1915 à mars 1916
- 34e corps d'armée (ex-région fortifiée de Belfort) de mars 1916 à juin 1917
- 14e corps d'armée d'octobre 1915 à février 1916 puis de janvier à avril 1918
- 30e corps d'armée de mars à mai 1916
- 21e corps d'armée de décembre 1916 à avril 1917 puis de décembre 1917 à mai 1918
- 1er corps d'armée colonial de mai à juillet 1917
- 40e corps d'armée de mai 1917 à
- 6e corps d'armée de juin 1917 à mars 1918
- 18e corps d'armée de juin à octobre 1917
- 33e corps d'armée d'août 1917 à mars 1918 puis de mai à octobre 1918
- 16e corps d'armée d'octobre 1917 à mars 1918
- Corps d'armée américain de juin à novembre 1918
- 10e corps d'armée de septembre à 1918
- 1er corps d'armée de septembre à 1918
- Diverses divisions indépendantes, français et américaines.

### Historique

#### 1915
- Bataille du Hartmannswillerkopf
- Bataille du Linge

## Seconde Guerre mondiale
La 7e armée française est constituée le 3 septembre 1939 et placée en réserve du Grand Quartier général. Elle est alors commandée par le général Giraud. Au 11 novembre 1939, elle est intégrée au groupe d’armées no 1 (GA1) du général Billotte déployé au nord du dispositif allié sur le Théâtre d'opération Nord-Est.

### Manœuvre Dyle-Breda
Lors de l'attaque allemande du 10 mai 1940, la 7e armée est engagée dans la manœuvre Dyle-Breda et avance en Belgique et aux Pays-Bas.
Ordre de bataille au 10 mai 1940 :
- 4e division d'infanterie (4e DI)
- 21e division d'infanterie (21e DI)
- 60e division d'infanterie (60e DI)
- 1re division légère mécanique (1re DLM)
- Groupe de bataillons de chars 510 (GBC 510)
- Groupement de Beauchesne (divers groupes de reconnaissance)
- Ier corps d'armée (Ier CA) : 25e division d'infanterie motorisée (25e DIM)
- XVIe corps d'armée (XVIe CA) : 9e division d'infanterie motorisée (9e DIM)

Les troupes françaises se battent bien et tiennent leurs positions au prix de fortes pertes, mais la situation penche à l'avantage des Allemands et Gamelin retire l’état-major de la 7e armée et le 1er corps d’armée de Belgique car le front de la 9e armée est percé sur la Meuse.

### Bataille de France
Gamelin tentait de rétablir une ligne de front sur la Somme en prolongeant les unités de la 2e armée avec des unités de réserve regroupées sous les ordres des 6e et 7e armées. Le 17 mai 1940, remplaçant le général Corap limogé, le général Giraud prend le commandement de ce qui reste de la 9e armée. Il est remplacé à la tête de la 7e armée par le général Frère (venant de la 11e division) qui se reconstitue sur la Somme au sein du groupe d'armées 3 (GA 3) du général Besson.
La 7e armée reconstituée prend une part active à la bataille de France jusqu'au 25 juin 1940 (GA 3 du général Besson) : sur la Somme et l'Ailette (la bataille de l'Ailette) lors de l'attaque générale allemande du 5 juin sur la Somme et l'Ailette, puis (9 juin) sur l'Aisne.
Puis du repli en ordre sur l'Aisne, la Seine, la Loire...
Ordre de bataille au 5 juin 1940 :
- 1er corps d'armée
  - 7e division d'infanterie nord-africaine (7e DINA)
  - 19e division d'infanterie (19e DI)
  - 29e division d'infanterie (29e DI)
  - 47e division d'infanterie (47e DI)
- 24e corps d'armée
  - 3e division légère d'infanterie (3e DLI)
  - 23e division d'infanterie (23e DI)
  - 87e division d'infanterie d’Afrique (87e DIA)
  - 7e division d'infanterie coloniale (7e DIC)
  - 11e division d'infanterie (11e DI)

« Ordre général no 117

Ordre du jour du 25 juin 1940 du général Frère commandant la 7e armée :

Officiers, sous-officiers et soldats de la VIIe armée

La guerre se termine sans que la VIIe armée ait été battue.
Attaqué sur la Somme et dans l'Ailette par un ennemi disposant d'une supériorité écrasante en aviation et en engins blindes, vous n'avez pas cédé. Il nous a fallu pour échapper à son étreinte opérer un repli de plus de 400 kilomètres. Je connais les efforts surhumains que vous avez dus fournir.
Si je vous les ai demandés, c'est pour vous éviter la honte et les misères d'une capitulation en rase campagne. Je décide donc que tout combattant ayant pris part aux opérations du 5 au 24 juin et resté en arme dans son unité recevra la croix de guerre.

Soldat de la 7e armée conservez le cœur fier et la tête haute : vous n'avez pas connu la défaite.

Signé le général FRÈRE, commandant la VIIe armée »